# Desmiphora fuscosignata
Desmiphora fuscosignata är en skalbaggsart som beskrevs av Stefan von Breuning 1942. Desmiphora fuscosignata ingår i släktet Desmiphora och familjen långhorningar. Inga underarter finns listade i Catalogue of Life.